# Dekanat Dolný Kubín
Dekanat Dolný Kubín (sł.:Dolnokubínsky dekanát) – jeden z 14 dekanatów w rzymskokatolickiej diecezji spiskiej na Słowacji.

## Parafie
W skład dekanatu wchodzi 12 parafii:
1. parafia św. Władysława – Dlhá nad Oravou
2. parafia św. Katarzyny Aleksandryjskiej – Dolný Kubín
3. parafia Wniebowzięcia NMP – Chlebnice
4. parafia św. Szymona i Judy Tadeusza – Kňažia
5. parafia św. Józefa Rzemieślnika – Krivá
6. parafia Wszystkich Świętych – Malatiná
7. parafia św. Jana Nepomucena – Orawskie Podzamcze
8. parafia św. Andrzeja – Pucov
9. parafia św. Michała Archanioła – Sedliacka Dubová
10. parafia św. Michała Archanioła – Veličná
11. parafia Wniebowzięcia NMP – Zázrivá
12. parafia św. Galla – Žaškov

## Sąsiednie dekanaty
Trzciana, Rużomberk, Liptowski Mikułasz, Zakamienny Klin